# Rückersdorf (Brandenburg)
Rückersdorf és un municipi alemany que pertany a l'estat de Brandenburg. Forma part de l'Amt Elsterland. Es troba a uns 100 quilòmetres al sud de Berlín, 70 km a l'oest de Cottbus, 70 km al nord de Dresden i 100 km a l'est de Leipzig. Limita amb els municipis Schönborn, Doberlug-Kirchhain, Heideland, Gorden-Staupitz i Bad Liebenwerda. Comprèn els llogarets de Friedersdorf, Oppelhain i Rückersdorf.

## Evolució demogràfica
| Any  | Població |
| ---- | -------- |
| 1875 | 1 274    |
| 1890 | 1 186    |
| 1910 | 1 312    |
| 1925 | 1 283    |
| 1933 | 1 290    |
| 1939 | 1 357    |
| 1946 | 1 812    |
| 1950 | 1 850    |
| 1964 | 1 793    |
| 1971 | 1 888    |

| Any  | Població |
| ---- | -------- |
| 1981 | 2 034    |
| 1985 | 2 077    |
| 1989 | 2 183    |
| 1990 | 2 098    |
| 1991 | 2 034    |
| 1992 | 2 062    |
| 1993 | 2 012    |
| 1994 | 1 952    |
| 1995 | 1 973    |
| 1996 | 1 952    |

| Any  | Població |
| ---- | -------- |
| 1997 | 1 980    |
| 1998 | 1 965    |
| 1999 | 1 926    |
| 2000 | 1 889    |
| 2001 | 1 898    |
| 2002 | 1 857    |
| 2003 | 1 815    |
| 2004 | 1 780    |
| 2005 | 1 737    |
| 2006 | 1 694    |

| Any  | Població |
| ---- | -------- |
| 2007 | 1 678    |
| 2008 | 1 683    |
| 2009 | 1 624    |
| 2010 | 1 613    |
| 2011 | 1 520    |
| 2012 | 1 476    |
| 2013 | 1 466    |
| 2014 | 1 469    |
| 2015 | 1 466    |
| 2016 | 1 392    |